# Éric Vuillard

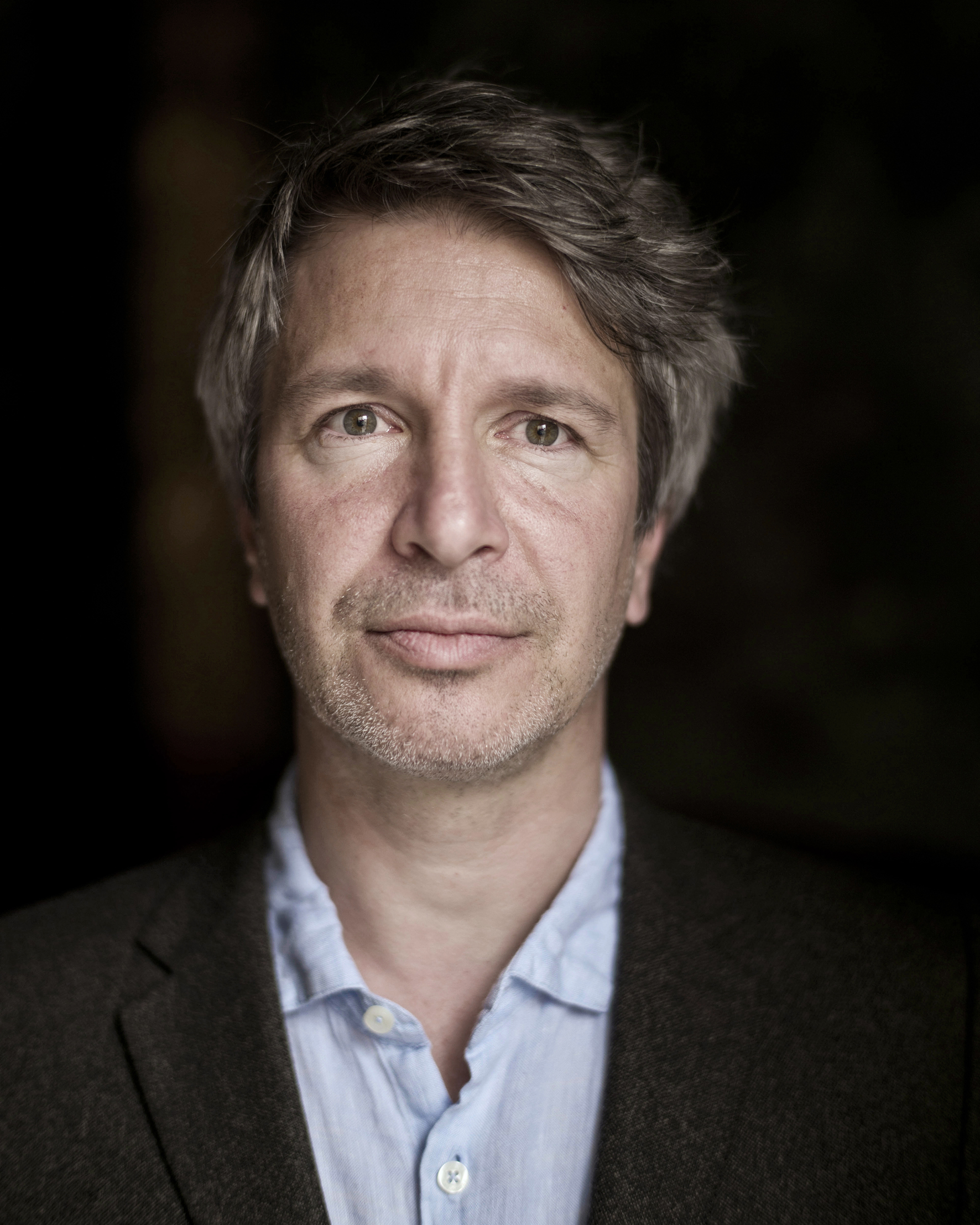
Eric Vuillard (2016)

Éric Vuillard [eˈʀik vyˈjaʀ] (* 4. Mai 1968 in Lyon, Frankreich) ist ein französischer Autor und Filmemacher. 2017 wurde ihm der Prix Goncourt für seinen Roman Die Tagesordnung zuerkannt.

## Leben
Éric Vuillard wurde während der Revolte vom Mai 1968 in Lyon geboren. Seine Familie stammt aus der Franche-Comté nahe Lons-le-Saunier. Er berichtet, dass ihm seine Mutter vom Balkon aus seinen Vater auf den Barrikaden zeigte. Vuillard besuchte verschiedene Schulen, bis sein Vater, ein Chirurg, beschloss, in einem verlassenen Bergdorf zu leben. Als Jugendlicher reiste er mit Villon und Rimbaud im Rucksack nach Spanien und Portugal. Später studierte er Jura, Politikwissenschaft, Philosophie, Anthropologie und Geschichte unter der Leitung von Jacques Derrida an der Elitehochschule EHESS (École des hautes études en sciences sociales). Nach seinem Abschluss ging er nach Rom. Mit 31 Jahren veröffentlichte er seinen ersten Text. Er ging wieder auf Reisen, diesmal nach Mexiko und Peru. Er lebt mit seiner Frau in Rennes in der Bretagne.

## Werk

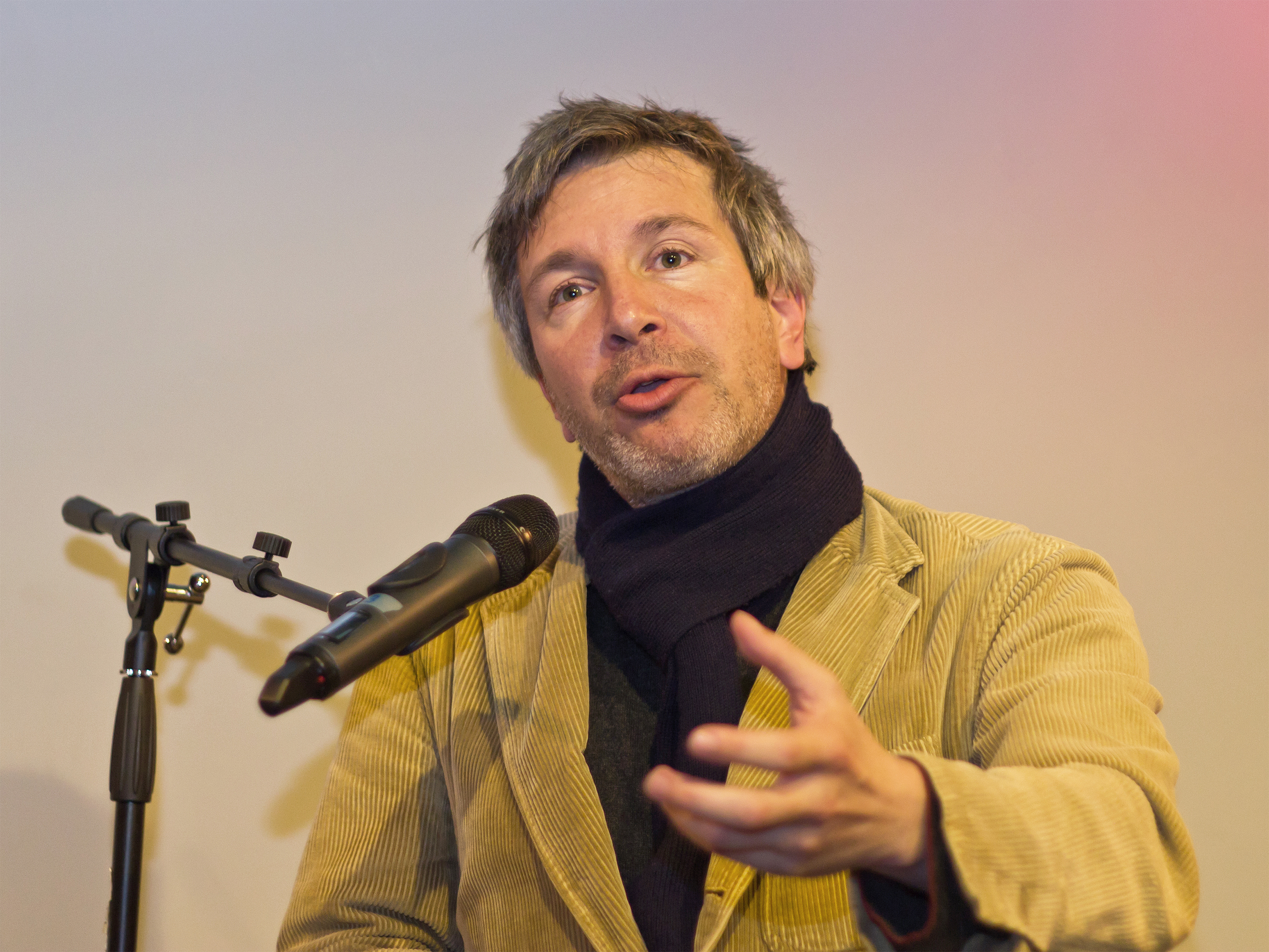
Vuillard im Jahr 2014

Éric Vuillard veröffentlichte seinen ersten Band mit Erzählungen im Jahre 1999, dem bis heute mehrere Poesiewerke, Romane und weitere Erzählungen folgten. Der Autor ist bekannt für seine Methode, Geschichte in kurzen Momenten zu kondensieren und neu zu erzählen. So erzählte er in Conquistadors (2009) von der Eroberung des Inkareichs in Perus Anden durch Pizarro, in Congo (2012) von der Berliner Kongokonferenz (1884–1885), in Tristesse de la terre (2014) von Buffalo Bill und dem Wilden Westen
und in 14 juillet (2016) von der Französischen Revolution. Im deutschsprachigen Raum wurde Vuillard insbesondere durch La Bataille d’Occident (2012) bekannt, das 2014 in Deutschland unter dem Titel Ballade vom Abendland erschien und den Ersten Weltkrieg thematisiert. Dabei werden die historisch bekannten Details zu Teilen in einem Puzzle, das neue Zugänge eröffnet. Mit atemberaubenden, musikalisch-poetisch komponierten Assoziationen verbindet Vuillard die große Politik mit dem Elend der Schützengräben.
2017 erhielt Vuillard für L’ordre du jour (dt.: Die Tagesordnung) den Prix Goncourt zuerkannt. In dem Buch schildert er das Geheimtreffen Adolf Hitlers am 20. Februar 1933 mit Vertretern der deutschen Großindustrie sowie den Anschluss Österreichs 1938 und rückt willfährige Politiker wie Kurt Schuschnigg in den Mittelpunkt.
Im 2019 auf Deutsch erschienenen Buch 14. Juli, einer Mischung aus Roman und Essay, erzählt Vuillard vom Sturm auf die Bastille am 14. Juli 1789. Ihm geht es dabei nicht um eine systematische Schilderung von geschichtlichen Abläufen, sondern um das Imaginieren von Gefühlen, Stimmungen und besonderen Momenten der Historie. Wo die Quellen schweigen, erzählt Vuillard so, als ob die Fiktion wahrer wäre als die historischen Ereignisse.
Im 2022 publizierten Une sortie honorable wendet sich Vuillard dem französischen Kolonialismus in Indochina und dem Vietnamkrieg zu; der Titel spielt auf die Hoffnung Frankreichs an, der Schmach einer Niederlage zu entgehen,
Neben der Arbeit als Schriftsteller schrieb Vuillard am Drehbuch zum Spielfilm Verraten und verkauft (2002) von Philippe Grandrieux mit. 2009 übernahm er Regie und Drehbuch an dem Spielfilm Mateo Falcone mit Hiam Abbass, nach der gleichnamigen Erzählung von Prosper Mérimée.

## Rezeption
Der kongolesische Choreograph und Regisseur Faustin Linyekula hat Vuillards Text Congo für sein Stück adaptiert und 2019 bei der Ruhrtriennale aufgeführt.

## Kritik
Die Zeitschrift Psychotherapie im Dialog schreibt unter der Rubrik Lesenswert: Das auffälligste Mittel in der Literatur der Verknappung ist das Genre der Novelle. Und wie kein Zweiter stellte der Autor Stefan Zweig – besonders in den „Sternstunden der Menschheit“ – eine einzigartige Sammlung solcher verknappten Weltereignisse zusammen. Das Werk blieb lange unübertroffen. Aber seit geraumer Zeit gibt es einen legitimen Nachfolger dieser Kunst des Erzählens und der heißt Éric Vuillard.
Ob „die Geschichte … vor dem Spektakel in die Knie“ geht, fragt sich Thomas Lang zusammen mit Vuillard und kommt zu dem Schluss: Um dieses Problem kreisen in gewisser Hinsicht Vuillards Bücher. Mehr als ein Wortspektakel vermag auch er nicht aus dem überlieferten Material zu machen. So gesehen ist er selbst ein Buffalo Bill der Literatur – ein Nachinszenierer, Beleuchter, Bebilderer. Allerdings bietet er uns an, mit ihm über sein Material nachzudenken, und die Aussicht besteht, dass er sich nicht wie der alte Amerikaner in seine eigene Version der Geschichte verirrt.

## Preise und Auszeichnungen
- 2010: Prix de l'inaperçu  für den Roman Conquistadors.
- 2012: Franz-Hessel-Preis[14]
- 2013: Prix Valery-Larbaud für Kongo und Ballade vom Abendland[15]
- 2017: Prix Goncourt für L’ordre du jour
- 2017: Prix Alexandre-Vialatte
- 2021: Nominierung von The War of the Poor für den International Booker Prize (Shortlist)

## Veröffentlichungen
- Le Chasseur. Erzählung. Éditions Michalon, Paris 1999 ISBN 978-2-84186-120-0.
- Bois vert. Gedichte. Éditions Léo Scheer, Paris 2002, ISBN 2-914172-56-7.
- Tohu. Poesie. Éditions Léo Scheer, Paris 2005, ISBN 2-915280-97-5.
- Conquistadors. Roman. Éditions Léo Scheer, Paris 2009, ISBN 978-2-7561-0196-5.
- La Bataille d'Occident. Erzählung. Reihe: Un endroit où aller. Éditions Actes Sud, Arles 2012, ISBN 978-2-330-00244-2.
  - Ballade vom Abendland. Übers. Nicola Denis[16], Matthes & Seitz Berlin, Berlin 2014 ISBN 978-3-88221-193-1[17]
- Congo. Erzählung. Reihe: Un endroit où aller. Actes Sud, Arles 2012, ISBN 978-2-330-00619-8.
  - Kongo, übersetzt von Nicola Denis, Matthes & Seitz Berlin, Berlin 2015 ISBN 978-3-95757-079-6.
- Tristesse de la terre. Une histoire de Buffalo Bill Cody. Erzählung. Reihe: Un endroit où aller. Actes Sud, Arles 2014, ISBN 978-2-330-03599-0.
  - Traurigkeit der Erde. Eine Geschichte von Buffalo Bill Cody. Erzählung, übersetzt von Nicola Denis, Matthes & Seitz Berlin, Berlin 2017 ISBN 978-3-95757-362-9.
- 14 juillet. Erzählung.  Actes Sud, Arles 2016, ISBN 978-2-330-06651-2.
  - 14. Juli. Erzählung. Aus dem Französischen von Nicola Denis. Matthes & Seitz Berlin, Berlin 2019, ISBN 978-3-95757-519-7.
- L’ordre du jour. Erzählung.  Actes Sud, Arles 2017, ISBN 978-2-330-07897-3
  - Die Tagesordnung. Übers. Nicola Denis, Matthes & Seitz Berlin, Berlin 2018 ISBN 978-3-95757-576-0
- Vorwort zu Histoire de la colonne infâme (Geschichte der Schandsäule) von Alessandro Manzoni in neuer Übersetzung von Christophe Mileschi, Zones sensibles, 2019, ISBN 978-2-930601-37-3 (Manzoni zählt zu den einflussreichsten Schriftstellern Vuillards)
- La guerre des pauvres. Erzählung. Reihe: Un endroit où aller. Actes Sud, Arles 2019, ISBN 978-2-330-10366-8 (Essay zu Thomas Müntzer)
  - Der Krieg der Armen. Erzählung. Aus dem Französischen von Nicola Denis. Matthes & Seitz Berlin, Berlin 2020, ISBN 978-3-95757-837-2.
- Une sortie honorable. Erzählung. Actes Sud, Arles 2022. ISBN 978-2-330-15966-5
  - Ein ehrenhafter Abgang. Übers. Nicola Denis, Matthes & Seitz Berlin, Berlin 2023, ISBN 978-3-7518-0908-5

## Filmografie
- 2002: Verraten und verkauft (Originaltitel: La Vie nouvelle, Drehbuch)
- 2006: L'Homme qui marche (Regie und Drehbuch)
- 2009: Mateo Falcone (Regie und Drehbuch)